# Liste der Naturdenkmale in Trebur
Die Liste der Naturdenkmale in Trebur nennt die im Gebiet der Gemeinde Trebur im Kreis Groß-Gerau in Hessen gelegenen Naturdenkmale.
| Bild            | Bezeichnung                                       | Ortsteil, Lage                                      | Beschreibung | Art       | Nr. |
| --------------- | ------------------------------------------------- | --------------------------------------------------- | ------------ | --------- | --- |
| BW              | 1 Bergahorn am Schwarzbachdamm („Windmühlenbaum“) | Astheim 49° 56′ 17,1″ N, 8° 22′ 8,6″ O              |              | Bergahorn | 010 |
| BW              | 1 Eiche in den Treburer Auen                      | Trebur 49° 55′ 58,1″ N, 8° 21′ 24,2″ O              |              | Eiche     | 011 |
| Fotos hochladen | 1 Eiche am ehemaligen Rathaus („Friedenseiche“)   | Geinsheim 49° 52′ 46,6″ N, 8° 23′ 41,5″ O           |              | Eiche     | 014 |
| BW              | 1 Platane und 2 Kastanien am Kornsand             | Geinsheim 49° 51′ 59,8″ N, 8° 21′ 19,8″ O           |              | Eiche     | 015 |
| Fotos hochladen | 1 Eiche am Schwarzbachdamm                        | Trebur 49° 55′ 18,9″ N, 8° 24′ 23″ O                |              | Eiche     | 036 |
| BW              | Elf Eichen auf der Insel Rheinauen                | Astheim und Ginsheim 49° 56′ 56,4″ N, 8° 21′ 5,4″ O |              | Eiche     | 044 |
| BW              | 1 Kastanie in der Kirchgasse 5                    | Geinsheim 49° 52′ 54,8″ N, 8° 23′ 43,8″ O           |              | Kastanie  | 047 |
| BW              | 1 Platane auf dem „Geilschen Gut“                 | Geinsheim 49° 52′ 51,2″ N, 8° 21′ 2,9″ O            |              | Platane   | 064 |